# Cerámica prehelénica
Se da el nombre de cerámica prehelénica al conjunto de obra de tierra en barro cocido correspondiente a las épocas minoica y miceniana, en territorios de Asia Menor y en las islas y costas orientales del Mediterráneo antes de consolidarse la civilización helénica. Engloba diferentes focos y culturas:

## Cerámica cretenseominoica
Representada por dos conjuntos bien diferenciados:
- Las tablillas con jeroglíficos y caracteres sin descifrar, descubiertas en las ruinas de Cnosos y que pudieron formar parte de una biblioteca de arcilla similar a las halladas en Mesopotamia.
- El conjunto de vasijas decoradas con pintura polícroma, con decoraciones fantásticas y correcto dibujo, morfológicamente cercanas a los vasos de Kamares, y cuyas formas se extendieron con la civilización minoica.

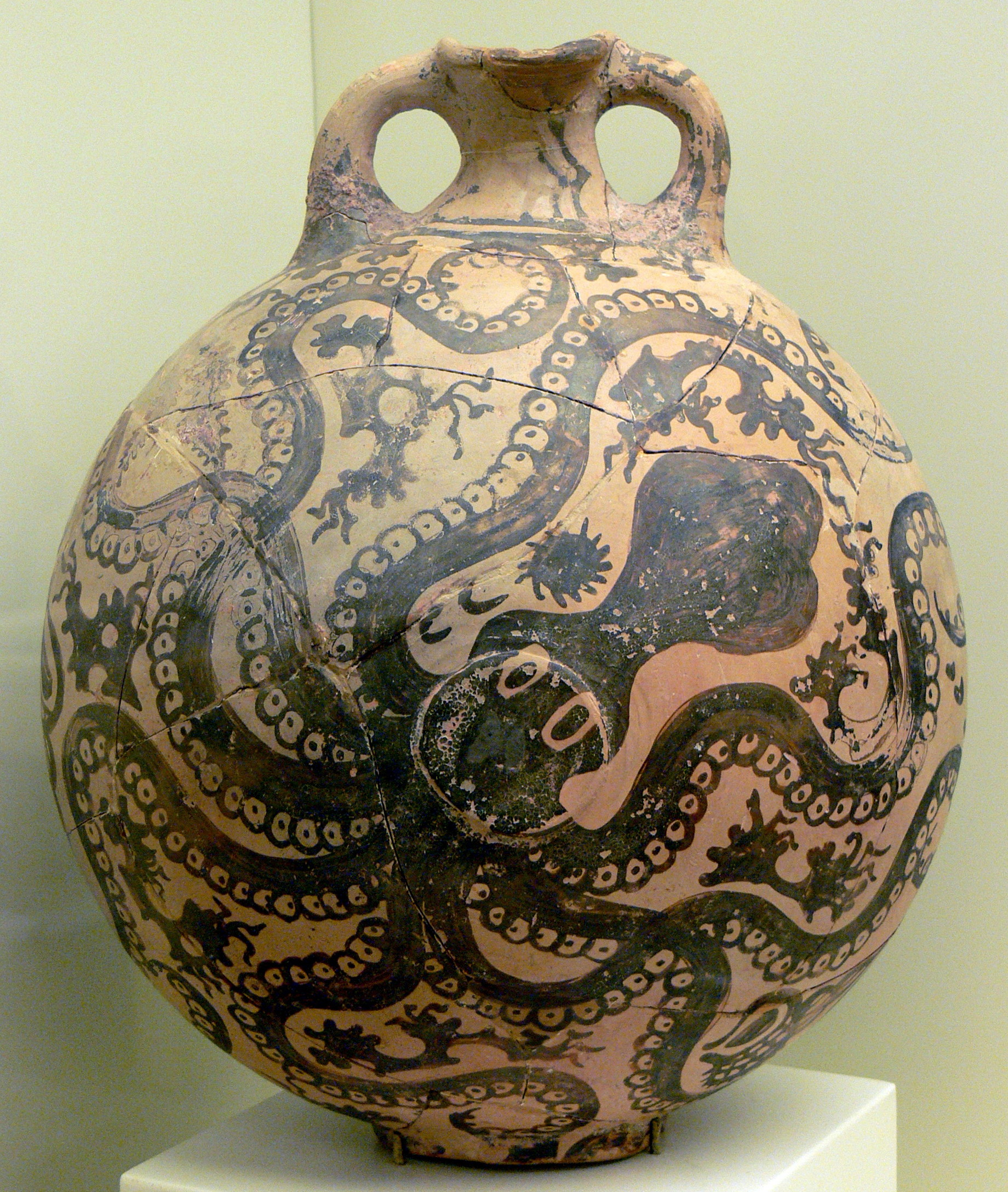
Ánfora con motivo típico de pulpo, 1500 a. C. (Minoico tardío).

## Lacerámica deMicenas
Caracterizada por la decoración de follajes, los trazos geométricos curvilíneos (círculos y roleos) y, menos frecuentes, las figuras zoológicas: pulpos, aves y peces de forma estilizada.

## Lacerámicachipriota
De procedencia fenicia en su época de apogeo, es una imitación de otras cerámicas prehelénicas y griegas. Abundan las estatuillas coroplásticas, las vasijas antropomorfas y los vasos pintados con figuras estilizadas y trazos curvilíneos. Tanto las vasijas micénicas como las chipriotas suelen estar recubiertas por una engalba,  barniz no vitrificado que aviva los colores.

## Lacerámicatroade
Se distingue por sus caprichosos vasos con formas de animales y cabezas humanas muy toscas.

## Lacerámica deBeocia
Cuyos orígenes son anteriores a la helénica pero que continuó y convivió con la primitiva cerámica ateniense. Son claves distintivas el "barniz" o engalba blanca con decoraciones en negro de carácter geométrico y figuras estilizadas, abundando las piezas en forma de copa de pie cilíndrico y elevado.